# Orlando Maldonado
Orlando Maldonado (ur. 21 maja 1959 w Bayamón) – portorykański bokser kategorii papierowej. Jest brązowym medalistą letnich igrzysk olimpijskich w Montrealu.